# Volyntsevocultuur
De Volyntsevocultuur (Russisch: Волынцевская культура, Volyntsevskaja koeltoera, Oekraïens: Волинцівська культура, Volyntsivska koeltoera) is een Slavische vroeg-middeleeuwse archeologische cultuur van de 8e tot 9e eeuw, wijdverbreid in het gebied tussen de Dnjepr en de Don, op het grondgebied van het huidige Oekraïne en Rusland. Na opgravingen in 1948-1950 van nederzettingen en begraafplaatsen nabij het dorp Volyntsevo, raion Poetivl in de oblast Soemy in Oekraïne, beschreef Berezovets de cultuur en gaf haar de naam.
De geschiedenis van linkeroever-Oekraïne is verbonden met de vroege geschiedenis van de Slaven, de vorming van het Kievse Rijk en het oude Russische volk.
In de 7e eeuw waren er ten oosten van de Dnjepr twee belangrijke culturen: in de zuidelijke bossteppe leefde de bevolking van de Penkovocultuur (6e-begin 8e eeuw), in de noordelijke regio's (de oevers van de Sejm en Desna) de stammen van de Kolotsjincultuur, die bestond tot het begin van de 8e eeuw. Begin van de 7e-8e eeuw was er een grote migratie van een nieuwe bevolking naar het gebied. Talloze van elders afkomstige stammen introduceerden een nieuwe cultuur en assimileerden de lokale bevolking, die op haar beurt de cultuur van de nieuwkomers aanvulde met hun culturele en alledaagse elementen. De migratie beïnvloedde ook een klein deel van het Praag-Kortsjak-gebied.
Volyntsevo-sites worden voornamelijk vertegenwoordigd door onversterkte nederzettingen, vergelijkbaar met de nederzettingen van de voorafgaande periode. Een kenmerk van de Volyntsevo-nederzettingen is dat ze waren gevestigd op lagere boven de overstromingsvlakte gelegen rivierterrassen en hoogten van rivierdalen. In een later cultuurstadium bevonden zich ook enkele nederzettingen in relatief hoge delen van het terrein. Er werden slechts weinig verdedigingswerken gebouwd, wat kan wijzen op een relatief vreedzaam samenleven met naburige volkeren.

## Verspreiding
De cultuur wordt voornamelijk gevonden in het Desna-gebied, het stroomgebied van de Sejm en de zijrivieren van de Boven-Dnjepr: Soela, Psjol en Vorskla. De meest westelijke Volyntsevo-nederzettingen zijn gevonden in rechteroever-Kiev. In het zuidoosten omvat de Volyntsevocultuur het bekken van de Severski Donets en grenst aan de Chazaarse Saltovo-Majatskicultuur. De vondsten van Saltovo-aardewerk op Volyntsevo-nederzettingen en de aanwezigheid van Volyntsevo-keramiek op de sites van de Saltovocultuur tonen de aanwezigheid van onderlinge handelsrelaties. In het oosten van de regio Boven-Oka vond Nikolskaja handgevormd Volyntsevo-aardewerk in de nederzettingen van de Vjatitsjen. De Volyntsevo-immigranten stichtten daar geen nieuwe nederzettingen maar vestigden zich in de al bestaande, onder de lokale gedeeltelijk al Slavische bevolking. Potten van het Volyntsevo-type vindt men ook nabij Voronezj.

## Onderzoeksgeschiedenis en verwantschappen
Het archeologisch onderzoek in het Desnagebied begon met Samokvasov in de jaren 1870. De archeologische literatuur van de late 19e en vroege 20e eeuw was voornamelijk beschrijvend. De eerste successen in de studie van de Desna-culturen werden behaald door Vojevodski in de jaren dertig en in de naoorlogse jaren.
Sinds het midden van de jaren vijftig werden de onderzoekshiaten tussen de Joechnovo- en Romny-culturen geleidelijk opgevuld door Zavernjajev en Padin. Roesanova en Sedov waren van mening dat er geen specifieke verschillen bestonden tussen de groepen sites  in de regio Boven-Dnjepr tijdens het derde kwartaal van het 1e millennium, zoals beschreven door Tretjakov. Volgens Symonovitsj behoren alle sites van de typen Kortsjak,  Toesjemlja en Penkovo tot dezelfde etnische groep, namelijk de Slaven.
Studies hebben een brede verspreiding van Volyntsevo-sites van west naar oost aangetoond. Hun westelijke grens wordt bepaald door de nederzetting bij het dorp Chodosovka bij Kiev. Volgens Berezovets vertegenwoordigden de Volyntsevo-sites een specifieke fase in de ontwikkeling van de Slavische cultuur. Sedov voerde aan dat de Slavische cultuur van de 8e-10e eeuw in de regio Boven-Dnjepr niet van lokale oorsprong was, maar hier in voltooide vorm gebracht werd. Aan het einde van de 7e - begin 8e eeuw trok een deel van de Penkovo-stammen, in verband met de uitbreiding van het kanaat der Chazaren, noordwaarts naar de Desna. Op datzelfde moment werd in het Desnagebied de mogelijk Dnjepr-Baltische Kolotsjincultuur vervangen door de Slavische culturen van de 8e-10e eeuw. Dit was niet door de evolutionaire ontwikkeling van de Kolotsjincultuur, maar door het verschijnen van de Penkovo- en Imenkovo-bevolking.
Vergelijking van de oudheden van Volyntsevo en Imenkovo (aardewerk, woningen en grafmonumenten) en de gelijksoortigheid van de economie onthulden hun identiteit. Aan het begin van de 7e-8e eeuw hield het grootste deel van de Imenkovo-nederzettingen aan de Midden-Wolga op te bestaan. Op dat moment werd de linkeroever van de Midden-Dnjepr bevolkt door een nieuwe bevolking met een cultuur dicht bij Imenkovo- Volyntsevo. Deze nieuwkomers waren hoogstwaarschijnlijk Slaven die in de 4e-5e eeuwen vanuit het westen naar de Wolga-regio kwamen. Een klein deel van de bevolking van de Dnjepr-rechteroever, de stammen van de Praagcultuur, nam deel aan de vorming van de Volyntsevocultuur. De cultuur wordt geïdentificeerd met de voorouders van de Severjanen en Vjatitsjen.
Een vergelijking van de oudheden van Volyntsevo en Romny toont hun culturele en genetische affiniteit in alle basiselementen. Soechobokov stelde daarom voor om de Volyntsevo- en Romny-culturen als één enkele Severjaanse cultuur te beschouwen. De overgang van de ene cultuur naar de andere verliep geleidelijk en blijkbaar ongelijk in verschillende regio's.

## Economie
De basis van de economie was akkerbouw. Dit wordt bevestigd door de vondsten van grondbewerkings- en oogstgereedschap. Studies van graanopslagputten hebben een assortiment van gecultiveerde gewassen aangetoond: gierst, spelt, rogge, erwten, hennep. De tweede belangrijke tak van de economie was veeteelt, met name van rundvee, evenals jacht (het osteologische aandeel van botten van wilde dieren in de nederzettingen was 20%), visserij en bijenteelt.

## Materiële cultuur

### Woningen en bijgebouwen
Het belangrijkste type Volyntsev-woningen was rechthoekig of sub-vierkant met een oppervlakte van 12–25 m², verdiept in de grond met 0,4-1,2 meter. Woongebouwen hadden een frame-en-pilaarstructuur met een raamwerk van takken of riet rond de omtrek. Een klein percentage bestond uit houtskeletbouw. De daken waren puntgevels met een hoogte van ongeveer 1,2 m vanaf de grond, gemaakt van hout waarop aarde vermengd met klei werd gegoten. De ingang van de woning was gangvormig met treden of houten trappen. Vaak waren er opslagputten in de gebouwen, in de vloer gegraven en gedeeltelijk met een bekleding (nis) in de muur doorgetrokken. Buiten de woningen zijn grondniveau- en kuilgebouwen aangetroffen. Voor verwarming gebruikte men kleiovens die in de vaste grond waren uitgegraven; haarden van aangestampte aarde werden ook gebruikt, en, minder vaak, open haarden. In de regel bevonden de kachels zich in een van de hoeken van de woning, minder vaak in het midden van de kamer.

### Ambachten
Het aardewerk van de Volyntsevocultuur is een van haar belangrijkste identificerende kenmerken. Het wordt vertegenwoordigd door potten van verschillende vormen (60%), kommen (ongeveer 20%), pannen (18%) en mokken. Handgevormd aardewerk is goed voor ongeveer 80-90%. Gedraaid aardewerk komt weinig voor, maar valt op door haar hoge kwaliteit en rijke decoratie. De op een pottenbakkersschijf gemaakte Volyntsevowaren zijn gepolijst en hebben altijd een kenmerkende strikte vorm: convexe hoge schouders en een lange, rechte cilindrische rand met een hoge rechte rand, convexe schouders en een afgeknotte conische bodem. Het zwarte of donkerbruine oppervlak werd versierd met verticale en kruisende lijnen. Dit aardewerk heeft geen voorgangers bij de lokale producten van de voorafgaande periode en is hoogstwaarschijnlijk door een van elders afkomstige bevolking gebracht. Het centrum van de aardewerkproductie bevond zich in de Poltava-regio. De handgevormde vaten zijn versierd met vingernagelafdrukken langs de bovenrand. Een bijzondere groep keramiek zijn de tweehandige amforen met ronde bodem van het Saltovo-type, die door handel en etnisch-culturele contacten het Volyntsevo-gebied zijn binnengekomen.
Voorwerpen uit been omvatten priemen om kleding te maken, gebogen priemen voor het vervaardigen van schoeisel (kotsjedyks), en verschillende amuletten.
De aanwezigheid van ijzerproductie wordt bewezen door de overblijfselen van laagovens. Metallografische studie van de ijzerproducten toonde een hoog niveau van smeden: technologieën voor het carboneren en lassen van stalen strips werden gebruikt. Lepels voor het gieten van gesmolten metaal, smeltkroezen en gereedschappen voor het verwerken van non-ferrometalen wijzen op de aanwezigheid van siersmederijen. Metalen producten worden vertegenwoordigd door gereedschappen (handvatten, sikkels, zeisen, bijlen), wapens (speerpunten en pijlen) en bepantseringen (schilden, maliënkolders), evenals huishoudelijke artikelen (gespen, scheermessen, pincetten, messen). Non-ferro metaalproducten bestaan voornamelijk uit sieraden, waaronder van zilver en goud.

### Begrafenissen
De begraafplaatsen bezitten geen grafheuvels of andere externe tekens. Ze bevatten voornamelijk urnengraven volgens het ritueel van lijkverbranding ter zijde van het graf. Er zijn ook urnloze graven van het Imenkovo-type. De stoffelijke resten van de overledene, verzameld van de brandstapel en ontdaan van as en kolen, werden samen met persoonlijke kleding in urnen van klei geplaatst. Deze werden geplaatst in ondiepe kuilen en vervolgens bedekt met een zodelaag.

## Historisch lot
In het eerste derde deel van de 9e eeuw brandde de Volyntsevo-gorodisjtsje op de burchtheuvel van Kiev af, mogelijk gelijktijdig met de naburige nederzettingen Chodosovka I en Oboechov II, evenals de meer afgelegen Bititsa-gorodisjtsje. Samen met hen hielden de Volyntsevo-gorden aan de Beneden-Desna bij Sjestovitsi, Aleksandrovka en Rojsjtsja op te bestaan. Het meest uitgesproken beeld van vernietiging is zichtbaar in de Bititsa- en Andrijasjevka-gorden in de Soela en Psjol-bekkens. Een nauwkeurige datering van deze gebeurtenissen was mogelijk door een depot van dirhams met de jongste munt van 812/813, gevonden op een site in de buurt van het dorp Nizjnjaja Syrovatka. Komar opperde de hypothese dat de vernietigingen verband zouden kunnen houden met de invasie van de linkeroever van de Dnjepr door de Roes, aangezien pijlpunten van het Gnjozdovo-type en een bijl met beitels werden gevonden in de Bititsa-gorodisjtsje. Het probleem is echter dat de Gnjozdovo-nederzetting ten tijde van de vernietiging van de Bititsa-gorodisjtsje in het eerste kwart van de 10e eeuw nog niet bestond, zo bleek later. Sjtsjaveljov en Fetisov zagen de oorsprong van de genoemde pijlpunten aan de Beneden-Wolga of Zuidelijke Oeral.
De dragers van de Volyntsevocultuur vormden hoogstwaarschijnlijk de etnische basis van de dialectgroep van de Oost-Slaven, nu vertegenwoordigd door de Zuid-Russische dialectgemeenschap.